# Gustave Trouvé
Gustave Trouvé (Descartes (Indre-et-Loire), 2 de janeiro de 1839 – Paris, 27 de julho de 1902 foi um engenheiro eletricista francês.
Polímato, foi altamente respeitado pela sua habilidade inovadora na miniaturização.

## Infância e juventude
Gustave Trouvé nasceu numa família modesta. O seu pai, Jacques Trouvé, era um negociante de gados.  Em 1850, ele estudou para ser serralheiro no Colégio de Chinon. Depois, entre 1854 e 1855 esteve na Escola des Arts et Métiers em Angers. Não conseguiu concluir os estudos por problemas de saúde e foi morar em Paris, onde conseguiu um emprego como relojoeiro.

## Paris
Em 1865 Trouvé montou uma oficina no centro de Paris, onde criou e patenteou muitas aplicações e usos diferentes da eletricidade, relatados regularmente em revistas científicas populares da época, tais como La Nature. Inventou uma bateria de bolso em carbono-zinco para alimentar os seus autômatos eletrominiaturizados, que logo se tornou muito popular. 
 Uma bateria semelhante foi criada e amplamente comercializada por Georges Leclanché.

## A década de 1870
Gustave Trouvé participou no aperfeiçoamento dos sistemas de comunicação com várias inovações notáveis. Em 1872, desenvolveu um telégrafo militar portátil cujo cabeamento habilitava uma comunicação rápida até uma distância de um quilômetro, possibilitando a transmissão rápida de ordens e relatórios dos bastidores para a linha de frente. Em 1874, desenvolveu um dispositivo para localizar e extrair objetos em metal, tais como balas de pacientes humanos, servindo como protótipo para o detector de metal usado atualmente. Em 1878, melhorou a intensidade do som do sistema de telefone de Alexander Graham Bell, incorporando uma membrana dupla. No mesmo ano, inventou um microfone portátil altamente sensível. Trouvé logo veio a ser conhecido e respeitado pelo seu talento para a miniaturização. No mesmo ano, utilizando uma bateria desenvolvida por Gaston Planté, e uma pequena lâmpada incandescente hermética, criou um poliscópio, o protótipo do endoscópio de hoje.

## A década de 1880
Em 1880, Trouvé melhorou a eficiência de um pequeno motor elétrico desenvolvido pela Siemens e o utilizou junto da bateria recarregável que acabara de ser desenvolvida em um triciclo inglês. Assim, inventou o primeiro veículo elétrico do mundo. Embora tenha sido testado com sucesso no dia 19 de abril de 1881 ao longo da Rue Valois, no centro de Paris, ele não pôde patenteá-lo. Trouvé adaptou rapidamente o motor do seu veículo, trocando o modelo de baterias por um de propulsão marítima. Para facilitar o transporte entre a sua oficina e o Rio Sena, Trouvé tornou o motor portátil e removível, dessa forma inventando o motor de popa. No dia 26 de maio de 1881, o protótipo de 5 metros batizado de «Le Téléphone» atingiu uma velocidade de 1 m/s (3,6 km/h) indo a montante e 2,5 m/s (9 km/h) a jusante.
 Trouvé exibiu o seu barco (mas não o seu triciclo) e os seus instrumentos eletromédicos na Exposição Internacional Elétrica em Paris e logo depois foi premiado com a prestigiada Légion d'Honneur. Ele também miniaturizou o seu motor elétrico para alimentar um modelo dirigível, uma broca de dentista, uma máquina de costura e uma máquina de barbear. Gustave Trouvé inventou também o seu "Photophore", ou lâmpada frontal movido pela bateria, que ele desenvolveu para um cliente, o Dr. Paul Helot, um otorrinolaringologista de Rouen. O sistema de iluminação portátil deste aparelho podia ser orientado por movimentos da cabeça, assim liberando as mãos do seu portador. Um arquivo de correspondência entre estes dois homens permite registre essa invenção no ano de 1883. Trouvé modificou a seguir a sua lâmpada frontal para uso de mineiros, socorristas, e mais tarde por espeleólogos, em ambientes escuros, mas também colorindo a luz com várias cores como joias de teatro para trupes de bailados em Paris e na Europa. Esta última aplicação ficou conhecido como "joias elétricas luminosas" e foi o precursor das tecnologias portáteis de hoje. Em 1884, Trouvé modificou um barco elétrico introduzindo nele uma buzina elétrica e uma lâmpada frontal montada na trave, a primeira vez que tais acessórios elétricos tinham sido instalados em qualquer meio de transporte. Ele também desenvolveu uma lâmpada de segurança elétrica portátil. Em 1887, Trouvé, cuja marca foi Eureka (em grego: εὑρίσκω = "eu encontrei", traduzida para o francês J'ai trouvé), desenvolveu o seu auxanoscopio, um projetor de dispositivos elétricos para professores itinerantes.

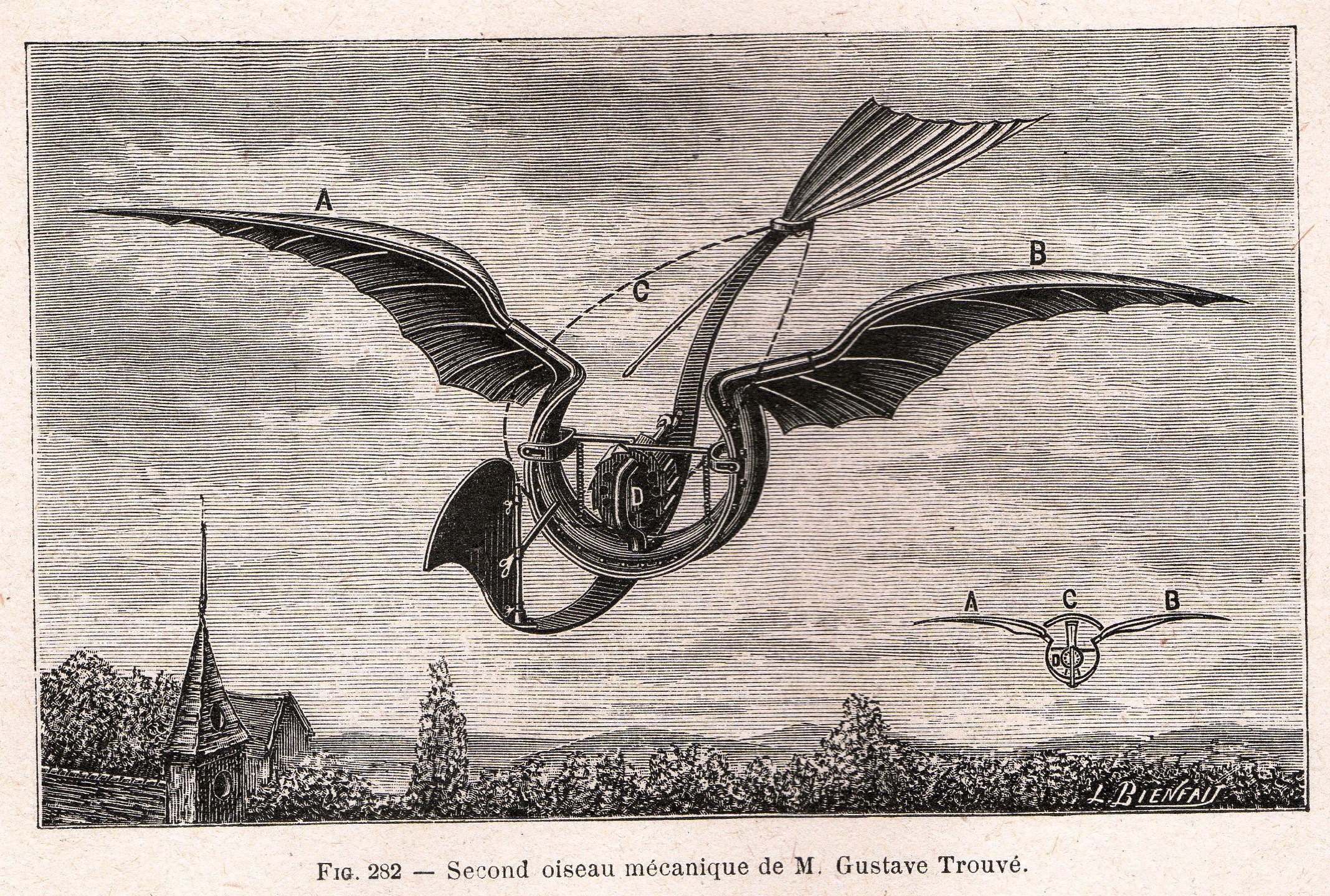
Pássaro mecânico

Na mesma época, Trouvé, um completo desinteressado na comercialização dos seus inventos, convencidos de que o futuro residia em máquinas "mais pesadas do que o ar", criou uma espécie de modelo elétrico de um helicóptero. Em seguida, construiu um ornitóptero, um pássaro mecânico cujas asas batiam utilizando cartuchos de armas, permitindo-lhe fazer um vôo de 80 metros. Em 1889, ele equipou o rifle elétrico à bateria ele tinha desenvolvido em 1866, com uma lâmpada frontal que permitia a caça noturna. Ele desenvolveu também um sistema de alarme elétrico à bateria para pesca noturna.

## A década de 1890
Em 1891 Trouvé desenvolveu chafarizes elétricos multicoloridos para uso doméstico e exterior. Ao perceber os limites da alimentação elétrica sem o apoio confiável de uma rede de escala nacional, em 1895 interessou-se à descoberta recente de luz de acetileno e logo aproveitou-o para uso doméstico. Em cima das suas 75 inovações, ele também desenvolveu uma máquina de massagem elétrica, um teclado elétrico baseado na roda de Félix Savart, um colete salva-vidas portátil alimentado por uma bateria, um barco à propulsão por jato de água, uma bicicleta aerodinâmica, bem como brinquedos para diversas crianças.
Em 1902, Trouvé estava trabalhando na sua mais recente inovação, um pequeno dispositivo portátil que usava a luz ultravioleta para tratar doenças de pele, protótipo de terapia PUVA, quando ele acidentalmente cortou o polegar e o dedo indicador. Por negligenciar os ferimentos, acabou desenvolvendo septicemia, causando as amputações que foram realizadas no Hospital Saint-Louis, Paris. O inventor faleceu no dia 2 de julho de 1902, aos 63 anos.

## Desaparecimento e reabilitação
Quando a concessão obrigatória para o seu túmulo no cemitério de Descartes não foi renovada, os restos de Trouvé foram designados para a vala comum. Os seus documentos e arquivos foram destruídos em fevereiro de 1980 num incêndio acidental da Câmara Municipal. Em 2012, após o lançamento de uma biografia escrita pelo historiador inglês Kevin Desmond, uma placa comemorativa a sua memória foi inaugurada na sua terra natal. Três anos depois, em 2015, uma segunda placa foi inaugurada na parede de fora de sua antiga oficina, localizada em 14 Rue Vivienne, Paris 2ème.

## Invenções e inovações por ordem cronológica

### década de 1860
- 1864: Motor eletroesférico
- 1865: Bateria selada pequena, aparelho eletromédico, Joias eletromóveis, giroscópio elétrico
- 1866: Rifle elétrico
- 1867: Kit eletromédico
- 1869: Pantoscópio a combustível líquido
- 1870: Dispositivo imitando o voo dos pássaros

### década de 1870
- 1872: Telégrafo militar portátil
- 1873: Aperfeiçoamento da bateria dicromática
- 1874: Explorador-extrator de balas
- 1875: Almanaque ou calendário elétrico, Máquina dínamo-elétrica portátil, vestuário espacial de oxigênio para balonistas
- 1877: Simulação do contração muscular, Pesa-papéis elétrico
- 1878: Poliscópios exploratórios para as cavidades do corpo humano, telefones e aperfeiçoamento do microfone
- 1880: Aperfeiçoamento do motor Siemens

### década de 1880
- 1881: Fabricação de ímãs, joias elétricas luminosas, barco elétrico, miniaturização da broca de dentista, motor com propulsão marinha portátil, triciclo elétrico
- 1883: Iluminação subaquática, lâmpada frontal Trouvé-Helot, Farol elétrico de veículo
- 1884: Lâmpada elétrica de segurança
- 1885: Aparelhos elétricos para a iluminação nos laboratórios de fisiologia e de química, iluminação subaquática usada durante a construção do Canal de Suez
- 1886: Novo sistema para a construção de hélices, sirene elétrica como sinal de alarme

### década de 1890
- 1891: Segundo pássaro mecânico, aperfeiçoamento das fontes elétricas luminosas
- 1892: Mecanismo de disparo elétrico para a cronofotografia, Dinamômetro médico portátil, Bateria elétrica para um aparelho de massagem de hérnia
- 1893: Sistema elétrico de ventilação industrial
- 1894: Sistema automático para a pesca à noite, lança elétrica atordoante para a caça, conto luminoso elétrico de joias, teclado elétrico baseado na roda de Savart, corda de saltar luminosa
- 1895: Iluminação doméstica de acetileno, Motor elétrico universal CA/CD, Aperfeiçoamento da bicicleta a pedal, Máquina de massagem elétrica híbrida
- 1897: Dispositivo de engarrafamento automático de acetileno, dispositivo para recipientes de acetileno hermeticamente vedados, moinho a vento de brinquedo para chapéus e bengalas
- 1898: Bomba giratória industrial multitarefa manual ou elétrica
- 1899: Carburador para motores de combustão interna
- 1900: Colete salva-vidas insuflável elétrico

### década de 1900
- 1901: Instrumentos de fototerapia
- 1902: Arpão de brinquedo com mola
- 1902: Modelos reduzidos de barco ou submarinos com propulsão de acetileno